# Renato Azeredo
Renato Mário de Avelar Azeredo (Sete Lagoas, 9 de outubro de 1919 - São Paulo, 16 de julho de 1983) foi um político brasileiro do estado de Minas Gerais. Filho de José Santos de Azeredo Coutinho e de Eponina de Avelar de Azeredo. Casado com Rute Brandão de Azeredo e pai do ex-governador mineiro Eduardo Azeredo.
Bacharel pela Faculdade de Direito da Universidade de Minas Gerais, em 1944.
Foi prefeito municipal de Santo Antônio do Monte no período de 1945 a 1946. Foi deputado estadual em Minas Gerais, durante o período de 1955 a 1963 (3ª e 4ª legislaturas), pelo PSD.

Ocupou a Subchefia da Casa Civil da Presidência da República, no Governo Kubitschek, de 1960 a 1962. Foi deputado federal no período de 1963 a 1982. Foi secretário de Governo e Coordenação Política do Governador Tancredo Neves.